# Communauté de communes du Champsaur
La communauté de communes du Champsaur est une ancienne communauté de communes française, située dans le département des Hautes-Alpes en région Provence-Alpes-Côte d'Azur.

## Historique
La communauté de communes du Champsaur compte initialement quatorze communes.
Les communes de Bénévent-et-Charbillac et des Infournas fusionnent avec Saint-Bonnet-en-Champsaur le 1er janvier 2013, ce qui réduit à 12 le nombre de membres de la CC. Le 1er janvier 2014, les communes d'Ancelle, Forest-Saint-Julien et Poligny, n'appartenant jusqu'alors à aucun EPCI, rejoignent la communauté de communes du Champsaur,ce qui porte le nombre de membres de la CC à 15.
La Loi portant nouvelle organisation territoriale de la République, dite « loi NOTRe », du 7 août 2015 impose aux structures intercommunales un seuil minimal de population de 15 000 habitants pour pouvoir se maintenir, assorti de dérogations, sans pour autant descendre en-dessous de 5 000 habitants. Le département des Hautes-Alpes étant classé en zone de montagne, c'est ce dernier seuil qui s'applique.
La communauté de communes du Champsaur n'a pas l'obligation de fusionner, car sa population (7 237 habitants en 2012) est supérieure au seuil minimal préconisé par la loi pour le département. Mais le schéma départemental de coopération intercommunale des Hautes-Alpes, dévoilé en octobre 2015, prévoit la fusion avec les communautés de communes du Valgaudemar et du Haut Champsaur, qui ont, elles, l'obligation de fusionner. Après consultation de la commission départementale de coopération intercommunale du 17 mars 2016, ce projet de fusion des 3 communautés de communes est confirmé. La « Communauté de communes Champsaur-Valgaudemar » est créée par arrêté préfectoral du 7 novembre 2016, avec effet au 1er janvier 2017.

## Territoire communautaire

### Géographie
La communauté de communes du Champsaur est située au centre du département des Hautes-Alpes, dans l'arrondissement de Gap. Elle est rattachée au bassin de vie de Saint-Bonnet-en-Champsaur.
Le territoire communautaire est traversé par la route nationale 85, axe reliant Grenoble à Gap, ainsi que par les routes départementales 944, reliant Gap-nord (Puymonbeau) à Orcières par le Col de Manse et 945, reliant la Fare-en-Champsaur (les Barraques) à Chabottes (Haute-Plaine) par Saint-Bonnet et la rive droite du Drac.

### Composition
La communauté de communes contenait les communes d'Ancelle, Buissard, Chabottes, Les Costes, La Fare-en-Champsaur, Forest-Saint-Julien, Laye, La Motte-en-Champsaur, Le Noyer, Poligny, Saint-Bonnet-en-Champsaur, Saint-Eusèbe-en-Champsaur, Saint-Julien-en-Champsaur, Saint-Laurent-du-Cros et Saint-Michel-de-Chaillol.

### Démographie
| 1968  | 1975  | 1982  | 1990  | 1999  | 2008  | 2013  |
| ----- | ----- | ----- | ----- | ----- | ----- | ----- |
| 5 345 | 5 187 | 5 242 | 5 466 | 5 831 | 6 863 | 7 257 |

## Administration

### Siège
Le siège de la communauté de communes est situé à Saint-Bonnet-en-Champsaur.

### Les élus
La communauté de communes est gérée par un conseil communautaire composé de 27 membres représentant chacune des communes membres.
Ils sont répartis comme suit :
| Nombre de délégués | Communes |
| ------------------ | --- |
| 8                  | Saint-Bonnet-en-Champsaur |
| 3                  | Ancelle, Chabottes |
| 1                  | Buissard, Les Costes, La Fare-en-Champsaur, Forest-Saint-Julien, Laye, La Motte-en-Champsaur, Le Noyer, Poligny, Saint-Eusèbe-en-Champsaur, Saint-Julien-en-Champsaur, Saint-Laurent-du-Cros, Saint-Michel-de-Chaillol |

### Présidence
Le conseil communautaire est composé de quatre vice-présidents (Jean-Marie Amar, Pascal Eyraud, Gérard Blanchard et Christiane Mioletti) et de deux membres du bureau communautaire (Fabrice Borel et Bernard Nicolas).

### Compétences
L'intercommunalité exerce des compétences qui lui sont déléguées par les communes membres :
- aménagement de l'espace (études d'aménagement dans le domaine sportif, schéma de cohérence territoriale, système d'information géographique, etc.) ;
- développement économique (études pour tous les domaines d'activité du territoire, animations, gestion de l'abattoir intercommunal, etc.) ;
- tourisme ;
- protection et mise en valeur de l'environnement (collecte, traitement et valorisation des déchets ménagers, installation de stockage de déchets inertes, étude d'un schéma d'aménagement et de gestion des eaux, etc.) ;
- sport et éducation (construction, entretien et fonctionnement d'équipements sportifs, etc.) ;
- culture (construction, entretien et gestion d'équipements d'intérêt communautaire, etc.) ;
- social et habitat (plan local d'insertion et pour l'emploi, opération programmée d'amélioration de l'habitat, etc.).

### Régime fiscal et budget
La communauté de communes applique la fiscalité additionnelle.
Pour l'année 2014, le budget était le suivant :
- 4 889 849,65 € en fonctionnement (budget principal, déchets ménagers et abattoir) ;
- 6 817 090,71 € en investissement (budget principal et déchets ménagers) ;
- soit un total de 11 706 940,36 €, dont 9 892 895,38 € en budget principal.

### Sources
- Site sur la population et les limites administratives de la France
- Base nationale sur l'intercommunalité